# Дёбелин, Карл Теофил
Карл Теофил Дебелин (в ряде источников Карл Фёдор Дёбелин или Карл Готтлиб Дёбелин или Карл Теофилус Дёбелин; нем. Carl Theophil Döbbelin или нем. Karl Theophilus Döbbelin или нем. Karl Gottlieb Döbbelin; 1727—1793) — немецкий актёр и театральный деятель. В немецких текстах его также описывают под фамилиями нем. Doebelin и нем. Döbelin.

## Биография
Карл Теофил Дёбелин родился 24 апреля 1727 года в городе Хойна. Изучал юриспруденцию в Галле-Виттенбергском университете, откуда ему пришлось бежать без ученой степени из-за участия в беспорядках, и в 1750 году он присоединился к труппе Фридерики Каролины Нойбер — активной деятельницы реформации театра Германии, основавшей в Лейпциге вместе с Готшедом первый серьезный немецкий театр. 
В Берлине в то время немецкого театра практически не существовало; Фридрих Вильгельм II больше покровительствовал опере и французским спектаклям, а немецкие пьесы давались как придаток к акробатическим представлениям. В 1754 году в Берлине обосновался венский шутовский актер (Hanswurst) Шух, дававший шутовские, на венский лад, представления. Из предприятия Шуха уже при его сыне образовалась труппа, устраивавшая уже более серьезные спектакли. В эту труппу перешел Дёбелин, имел успех и, проникнутый идеями о поднятии немецкого театра и уничтожении в нем площадного шутовства, пробовал сам устроить антрепризу, во время которой с успехом исполнил комедию Лессинга «Минна фон Барнхельм». 
По смерти Шуха-сына, Дёбелин разъезжал по Германии и играл на разных сценах. Получив в 1775 году привилегию на антрепризу в Берлине, он вел её на свой страх до 1786 года. В это время Берлин в первый раз увидел «Отелло», «Гамлета», «Макбета», «Короля Лира», «Разбойников», «Заговор Фиеско в Генуе», «Коварство и любовь». Дёбелин первый в Германии поставил «Натана Мудрого» Лессинга (1783). Постановка эта была неудачна; местной неискушённой публике это великое произведение было ещё не по плечу. 
В 1786 году труппу Дёбелина принял под свое покровительство Фридрих Вильгельм II; но уже в 1787 году король учредил королевскую дирекцию театра, во главе которой поставил писателей Энгеля и Рамлера, подчинив им Дёбелина в качестве режиссера. Постоянные препирательства режиссера с дирекцией повели к тому, что Дёбелин вышел в отставку. 
Карл Теофил Дёбелин скончался в Берлине 10 декабря 1793 года.
На страницах «ЭСБЕ» была дана следующая характеристика Дёбелину:
«Д. был человек добрый, честный, но легкомысленный и азартный игрок, отчего он и прожил всю жизнь обремененный долгами. Актер он был посредственный, что не мешало ему обладать весьма большим самомнением.»